# 牧氏事件
牧氏事件（まきしじけん）は、鎌倉時代初期の元久2年（1205年）閏7月に起こった鎌倉幕府の政変。牧氏の変ともいわれる。

## 発端
鎌倉幕府創設者である初代将軍源頼朝の死後、幕府内部の権力闘争が続き、正治2年（1200年）の梶原景時の変、建仁3年（1203年）の比企能員の変によって有力者が滅ぼされ、幕府の実権は11歳の3代将軍源実朝を擁する執権の北条時政が握っていた。
比企能員の変の翌月の建仁3年（1203年）10月、時政の後妻牧の方の娘婿の武蔵守平賀朝雅は京都守護のため上洛。朝雅の上洛後に時政が将軍実朝の命によって武蔵国務職に任じられ、武蔵国衙の行政権を掌握していた。時政の武蔵進出は、武蔵武士団の棟梁である時政の前妻の娘婿畠山重忠の勢力圏への進入であり、比企能員の変後の戦後処理を巡って時政と重忠は対立する関係となっていた。『明月記』元久元年（1204年）正月18日条によると、都で「北条時政が畠山重忠と戦って敗北し山中に隠れた。大江広元がすでに殺されたとのことだ。」という風聞が流れ、広元の縁者がそのデマに騒ぎ荷物を運び出す騒動になるなど、両者の対立は周知のこととなっていた。
同年11月、京の朝雅邸で、将軍実朝の妻坊門信清の娘（西八条禅尼）を迎えるために上洛した御家人たちの歓迎の酒宴が行われた。その席で朝雅と重忠の嫡子重保との間で言い争いとなる。周囲の取りなしで事は収まったが、さらに重保と共に上洛していた時政と牧の方の子政範が病で急死した。そして政範の埋葬と、重保と朝雅の争いの報告が同時に鎌倉に届く。なお、『吾妻鏡』では実朝の正室を迎える使者として上洛した御家人の代表を政範1人としているが、『仲資王記』元久元年11月3日条によると時政もともに上洛していたことが確認される。
『島津家文書』によると、時政は娘婿であった重忠父子を勘当したが、元久2年（1205年）に千葉成胤のとりなしによって両者はいったん和解している。しかし、重保と朝雅の対立を契機として、時政は畠山氏の討滅を計画する。このとき、時政の息子である北条義時・時房は、重忠とは義兄弟かつ友人関係であり、あまりに強引な畠山氏排斥を唱える父に対して反感を抱く。しかし、父の命令に逆らえず、武蔵二俣川にて畠山重忠一族を討ち滅ぼした（畠山重忠の乱）。しかし、人望のあった重忠を強攻策をもって殺したことは、時政と牧の方に対する反感を惹起することになった。ただしこの経緯は父を追放した義時らの背徳を正当化する『吾妻鏡』の脚色であるとの説もある。
また政範の死は北条家の家督問題を引き起こしたと考えられる。北条氏の嫡男は元々は義時の同母兄であった宗時と推定されるが、宗時が治承4年（1180年）に戦死した後、後室である牧の方が生んだ政範が嫡男とされ、前室の子であった義時は北条氏の庶流である「江間家」を起こして頼朝に近侍し、将来的には庶長子の泰時が江間家を継ぐ予定であったと考えられている。しかし、政範の死で今後のことが不透明になってしまった。細川重男は時政は義時の次男で最初の正室が生んだ朝時を後継者に迎える策を立てようとしていたとしている。ただし、朝時の名越邸継承の時期は不明であり、時政の真意は定かでない。この説は十分検討されたものではないが、家督問題も時政と牧の方に対する義時の反感を高めた可能性がある。一方で呉座勇一は当時の慣例から義時が江間を称したとしても、それが北条宗家から自立して嫡流を継承する資格を失ったことを意味しないとして、宗時の死後は義時が後継者となったとしている。呉座は亀の前騒動後に時政が一時的に失脚して義時が北条氏の当主になったものの、その後時政が復帰したために義時が北条氏の後継者であることを前提に便宜的に分家・江間家を創設したが、復帰した時政が後継者の変更を図ったために後継者問題が生じたとしている。だが政範の死によって義時の嫡流継承が確実となり時政政権のレームダック化が避けられなくなって、焦燥に駆られた時政が権謀術数による権力維持を図り暴走したとしている。

## 経過
同年閏7月19日、時政と牧の方が実朝を廃して、頼朝の猶子で京都守護として京に滞在していた平賀朝雅を新将軍として擁立しようとしているとの噂が流れた。政子は長沼宗政・結城朝光・三浦義村・三浦胤義・天野政景らを遣わして、時政邸にいた実朝を義時邸に迎え入れた。時政側についていた御家人の大半も実朝を擁する政子・義時に味方したため、陰謀は完全に失敗した。なお、時政本人は自らの外孫である実朝殺害には消極的で、その殺害に積極的だったのは牧の方であったとする見解もある。だが最も同時代に近い『愚管抄』では事件の首謀者を一貫して時政としており、『吾妻鏡』は北条氏の祖である時政を擁護するために牧の方を事実以上の悪役に仕立てているとする見解もある。幕府内で完全に孤立無援になった時政と牧の方は出家し、翌20日には鎌倉から追放され伊豆国の北条へ隠居させられることになった。
この事件に関して『明月記』元久2年閏7月26日条では「ある説にいわく、時政の嫡男相模守義時、時政に背き、将軍実朝母子に同心し、継母の党を滅ぼすと。これまた実否を知らず」「人々いわく、時政朝臣、頼家卿の如く伊豆の山に幽閉され出家すと」との伝聞情報を記している。『愚管抄』では、実朝を殺して朝雅を大将軍にしようという陰謀を聞いて驚いた政子が三浦義村を呼び相談したところ、義村が実朝を義時の館に連れていき、まだ何も事件は起こっていないのに郎党を招集して陣を張り、将軍の仰せとして時政を呼び出し故郷の伊豆国に送ってしまったと記している。さらに政子は実朝の母で頼朝の後家であるから親に対しても躊躇しない。義時にとっても時政は親であるが今の妻（牧の方）との関係で悪事をすればやはり容赦はしない。そのうえ孫の実朝は母方の祖父が自分を殺そうとしたのだから時政が幽閉されたのも当然だとも記している。また『六代勝事記』では時政が陰謀の計画を企てた、『北条九代記』では時政の謀計、『保暦間記』では時政・牧の方による実朝殺害が成功直前だったとしている。
同日、義時は大江広元・安達景盛らと協議して京に使者を派遣し、在京御家人に朝雅討伐を命じる。26日には在京御家人の襲撃を受け、朝雅が討たれた。『明月記』元久2年閏7月26日条によると、朝雅は前夜に院御所の番を務めて内北面に祗候していたところに従者が来て密談し、立ったまま問答していた。しばらく経ってから、急用で少し席を外すがまた戻ってくると告げて退出した。その時に初めて自分の追討のことを耳にしたのだろうかと藤原定家は記している。『吾妻鏡』元久2年閏7月26日条によると、当日に朝雅は後鳥羽上皇の仙洞で囲碁会に参加していた時に討手が来ていることを小舎人の童から伝えられたが、驚いたり動じたりせず座に戻って目数を数えた後で、関東より討伐の使者が上ってきたことを上皇に伝えて身の暇を賜ることを言上した。『明月記』同日条や『愚管抄』によると、幕府は実朝の名で在京御家人に「朝雅を討て」と命を下し、後鳥羽上皇にも奏上。六角東洞院（現在の中京区）の朝雅の家を武士が取り巻いて攻め、しばらくは合戦していたが、攻撃する武士たちが朝雅邸に火を放ったため、朝雅は打って出て大津の方へ落ちた。わざと退路を開けて落ち延びさせようとしたようで朝雅は山科（現在の山科区）まで着いたが、追ってくる武士もあり、そこで自害したという。伯耆国の守護の金持という武士が朝雅の首をとって持参したので、後鳥羽上皇も御車に乗って大炊御門の面まで出てそれを実検したとある。

## その後と影響
時政はその後、二度と政界に復帰することなく建保3年（1215年）、腫物のため北条の地で死去した。また、牧の方も夫の死後は朝雅の元妻で公卿の権中納言・藤原国通に再嫁した娘を頼って上洛し、京都で余生を過ごした。そして、北条氏の第2代執権には義時が就任（ただし、承元3年（1209年）就任説もある）、義時のもとで北条氏は幕府内における地位を確固たるものとしていくのである。
ただし、この事件は、後に北条氏内部で起こる執権職をめぐっての内紛の先駆けにもなった。